# Rikke Nielsen
Rikke Nielsen (født 9. april 1977 i Fjerritslev) er en dansk tidligere håndboldspiller. Nielsen spillede til juniorårgangen i Fjerritslev Idrætsforening, og derefter i Thisted IK fra 1995 til 1996, i Brønderslev IF fra 1996 til 1997 og i Leipzig i 2006-2007. Hun har med det danske landshold været med til at vinde EM sølv i 2004.[kilde mangler]
I oktober 2012 udgav Rikke Nielsen bogen Til sidste fløjt på forlaget People's Press. Bogen fortæller om oplevelserne på og uden for håndboldbanen og beskriver kampen mod kræft samt de første år som mor til et barn med downs syndrom.
I 2017 etablerede Rikke Nielsen LykkeLiga, som er en landsdækkende håndboldliga for børn med udviklingshandicap.